# Michael Mieth
Michael Mieth (* im Kurfürstentum Sachsen; † 31. Juli 1686 bei Ofen; auch: Michael Miethen oder Michael Miethe) war ein deutsch-österreichischer Hauptmann, Feuerwerker und Militärtechniker. Er wurde vor allem bekannt durch seine waffentechnischen Handbücher.

## Leben
Als gebürtiger Sachse war Mieth als österreichischer Artilleriehauptmann tätig. Bereits im Jahr 1678 erprobte er in Prag Granaten, die beim Aufschlag kropierten. Die wurde dadurch erreicht, dass die Hohlgeschosse beim Füllloch eine Metallverstärkung aufwiesen, die beim Aufprall eine geladene eiserne Hülse in die Sprengladung trieb, die sich  in der Brandröhre befand. Im Range eines kaiserlichen Oberhauptmanns organisierte er 1686 bei der zweiten Belagerung von Ofen den Mörserbeschuss der Festung Ofen. Er wurde am 13. Juli 1686 als Oberst der Artillerie vor Ofen verwundet und erlag am 31. des Monats seinen Verletzungen. Mieth beschäftigte sich eingehend mit der Waffentechnik der Artillerie wie Kanonen, Petarden, Regenkugeln und Granaten und veröffentlichte mehrere Handbücher dazu.

## Werke
- Artilleriæ recentior praxis oder neuere Geschütz Beschreibung. Johann Christoph Miethen, Frankfurt / Leipzig 1683, doi:10.3931/e-rara-9276 (reader.digitale-sammlungen.de – Erstausgabe:  1672).
- Neuere curiöse Geschütz-Beschreibung: item Erwehlung derer Büchsen-Meister und Feuerwerckern. Johann Christoph Miethen, Dresden / Leipzig 1705 (reader.digitale-sammlungen.de).
- Neue curieuse Beschreibung der gantzen Artillerie. Hilschern, Dresden und Leipzig 1736, doi:10.3931/e-rara-46776.